# Nicolás Ardito Barletta
Nicolás Ardito Barletta Vallarino (Aguadulce, Panamá; 21 de agosto de 1938) es un político, economista panameño. fue el 41°. Presidente de Panamá desde el 11 de octubre de 1984 hasta su dimisión el 27 de septiembre de 1985.

## Biografía
Hizo sus primero dos años de primaria en la escuela Belisario Porras.  Completó la primaria y la secundaria en el colegio La Salle.  Ingresó a North Carolina State University, donde obtuvo una Licenciatura (B.Sc.) en Ingeniería Agrícola en 1959 y posteriormente una Maestría en Economía Agrícola.  En 1971 obtuvo su Doctorado (Ph.D.) en Economía en la Universidad de Chicago.
El título de la disertación de su doctorado fue "Costs and social benefits of agricultural research in Mexico" 
Internacionalmente se desempeñó como Vicepresidente del Banco Mundial para América Latina y el Caribe (1978-84), como Director del Departamento de Asuntos Económicos de la OEA y de la Alianza para el Progreso (1970-73) y fue iniciador y fundador del Banco Latinoamericano de Exportaciones (BLADEX), entidad multilateral de los países latinoamericanos ubicada en Panamá.
Participó en las negociaciones, de los aspectos económicos de los Tratados Torrijos-Carter.
Durante el gobierno de Omar Torrijos se desempeñó como Ministro de Planificación y Política Económica. Fue negociador de los aspectos económicos de los Tratados del Canal de Panamá y Presidente de la Comisión Bancaria Nacional. Participó como candidato del Partido Revolucionario Democrático en las elecciones generales del 6 de mayo de 1984 donde obtuvo una victoria que fue ampliamente reconocida como fraudulenta, por un estrecho margen de 1,713 votos contra el opositor Arnulfo Arias Madrid.  Esto le ganó el reconocido sobrenombre de Nicolás "Fraudito" Barletta.
En su corto periodo como presidente trató de incrementar el crecimiento económico y disminuir el déficit fiscal existente, que causaron malestar en la opinión pública y tuvieron que ser modificadas.  También trató infructuosamente, de flexibilizar el Código de Trabajo, reducir las cuotas y aranceles de importaciones e introducir reformas al sector agropecuario.
Debido a sus diferencias con el general Manuel Antonio Noriega, quien era Comandante de las Fuerzas de Defensa y verdadero jefe de Estado en el país, y a su decisión de crear una comisión investigadora del crimen del Dr. Hugo Spadafora, tuvo que renunciar la noche del viernes 27 de septiembre de 1985 y fue sustituido por su vicepresidente Erick Arturo del Valle.
Terminada su presidencia, salió del país por un breve periodo. A su regreso de 1986 a 1987 fue research fellow del International Development Research Center y director general de la Autoridad de la Región Interoceánica (ARI),  organización dedicada a la administración y puesta en uso para el desarrollo de las áreas revertidas de la antigua Zonal del Canal, entre 1994 y 1999.